# (2684) Douglas
(2684) Douglas (1981 AH1) – planetoida z grupy pasa głównego asteroid okrążająca Słońce w ciągu 5,33 lat w średniej odległości 3,05 j.a. Odkryta 3 stycznia 1981 roku.